# Drumlin

Schemat budowy drumlina.

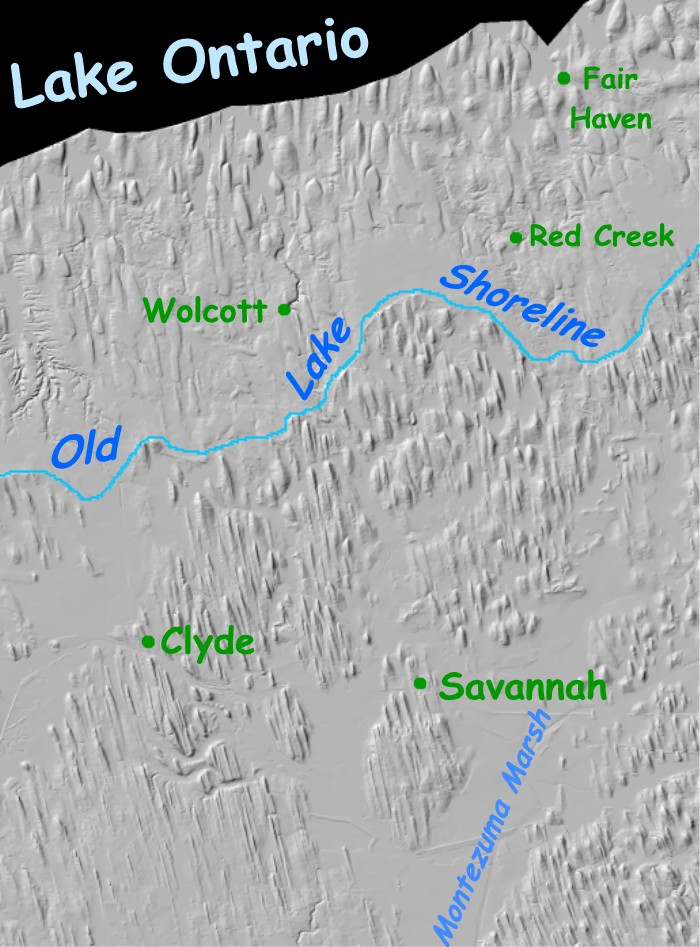
Relief przedstawiający pole drumlinowe w Wisconsin.

Drumlin – forma rzeźby terenu pochodzenia glacjalnego, niskie, owalne, wydłużone wzgórze o asymetrycznym profilu podłużnym ze stromym stokiem proksymalnym i łagodniejszym stokiem dystalnym, ułożone równolegle do kierunku ruchu lodowca w obrębie moreny dennej, występujące grupowo w formie pól drumlinowych. Zbudowane są zwykle w całości z gliny zwałowej, czasem przykrywającej starsze osady fluwioglacjalne (piaski i żwiry wodnolodowcowe).
Drumliny mają zwykle długość od 100 m do 1 km i wysokość od 5 do 60 m i różnią się wymiarami pomiędzy poszczególnymi polami drumlinowym oraz w obrębie jednego pola, przy czym w obrębie danego pola dominują formy o zbliżonych wymiarach. W rozmieszczeniu drumlinów w obrębie danego pola obserwowane są wyraźne wzorce przestrzenne. W zagłębieniach pomiędzy drumlinami mogą występować zabagnienia lub oczka wytopiskowe – tzw. jeziora drumlinowe.
Pomimo, że drumliny są jedną z najczęściej badanych form glacjalnych, to nadal brak naukowego konsensusu co do mechanizmu ich powstawania. Związane jest to przede wszystkim z ograniczeniami eksploracji środowiska podlodowcowego i niemożliwością bezpośredniej obserwacji zachodzących tam procesów. Różne teorie wiążą genezę drumlinów z erozją glacjalną, akumulacją glacjalną, akumulacją fluwioglacjalną lub kombinacją tych procesów. Według Klimaszewskiego na przestrzeni lat rozwinęło się ponad 60 podejść do wyjaśnienia genezy drumlinów. Pierwotnie najczęściej pojawiały się hipotezy związane z istnieniem pierwotnych nierówności podłoża morenowego, które miały ulegać wtórnemu przeobrażeniu erozyjnemu przez nachodzący lądolód lub z istnieniem skalnych przeszkód, które mogły stanowić swoiste zaczepienie dla osadzania materiału skalnego w ich cieniu. Inne mniej popularne teorie wiążą genezę drumlinów z akumulacją fluwioglacjalną w szczelinach lądolodu lub z rozcinaniem powierzchni moreny dennej przez wody roztopowe z cofającego się lądolodu, gdzie wygładzony kształt wzniesienia wiąże się z procesami soliflukcyjnymi.
Największym problemem naukowym w przedstawieniu genezy drumlinów są obserwacje terenowe dowodzące, że tylko około połowa obserwowanych drumlinów posiada skaliste jądro, a większość teorii oparta jest na założeniu istnienia pierwotnej nierówności terenu. Współcześnie do wyjaśnienia mechanizmu powstawania drumlinów wykorzystuje się teorię niestabilności (ang. instability theory) opartą na modelach matematycznych przepływu lodu, która próbuje opisać holistycznie procesy w strefie subglacjalnej, opierając się na fizycznej niestabilności na granicy lądolodu prowadzącego materiał morenowy a podłożem skalnym. Powstawanie drumlinów tłumaczy się, bazując na teorii niestabilności spontanicznym odkłuwaniem lodu z materiałem skalnym od spągu lądolodu w efekcie naprężeń i procesów ścinających.
Pola drumlinowe są obserwowane praktycznie we wszystkich miejscach objętych zlodowaceniami plejstoceńskim, w tym w Ameryce Północnej na północ od równoleżnika 40°N, w Europie na północ od 46°N, w Ameryce Południowej na południe od 53°S, czy na Antarktydzie.
W Polsce najlepiej poznane pole drumlinowe jest zlokalizowane na Pojezierzu Dobrzyńskim, w okolicy Zbójna, w obrębie OChK Drumliny Zbójeńskie. Innym jest tzw. stargardzkie pole drumlinowe na Pomorzu Zachodnim w rejonie Nowogardu i Stargardu obejmujące ok. 1300 drumlinów, uważane za jedno z największych pól drumlinowych w Europie. Z kolei największe pola drumlinowe na świecie znajdują się w Irlandii, Szwecji, Finlandii, Nowej Szkocji, Ontario, północno-zachodniej Kanadzie, w Wisconsin i stanie Nowy Jork.

Słowo drumlin jest zapożyczeniem z języka angielskiego, a pochodzi od gaelickiego słowa druim oznaczające „zaokrąglone wzgórze, pagórek”.

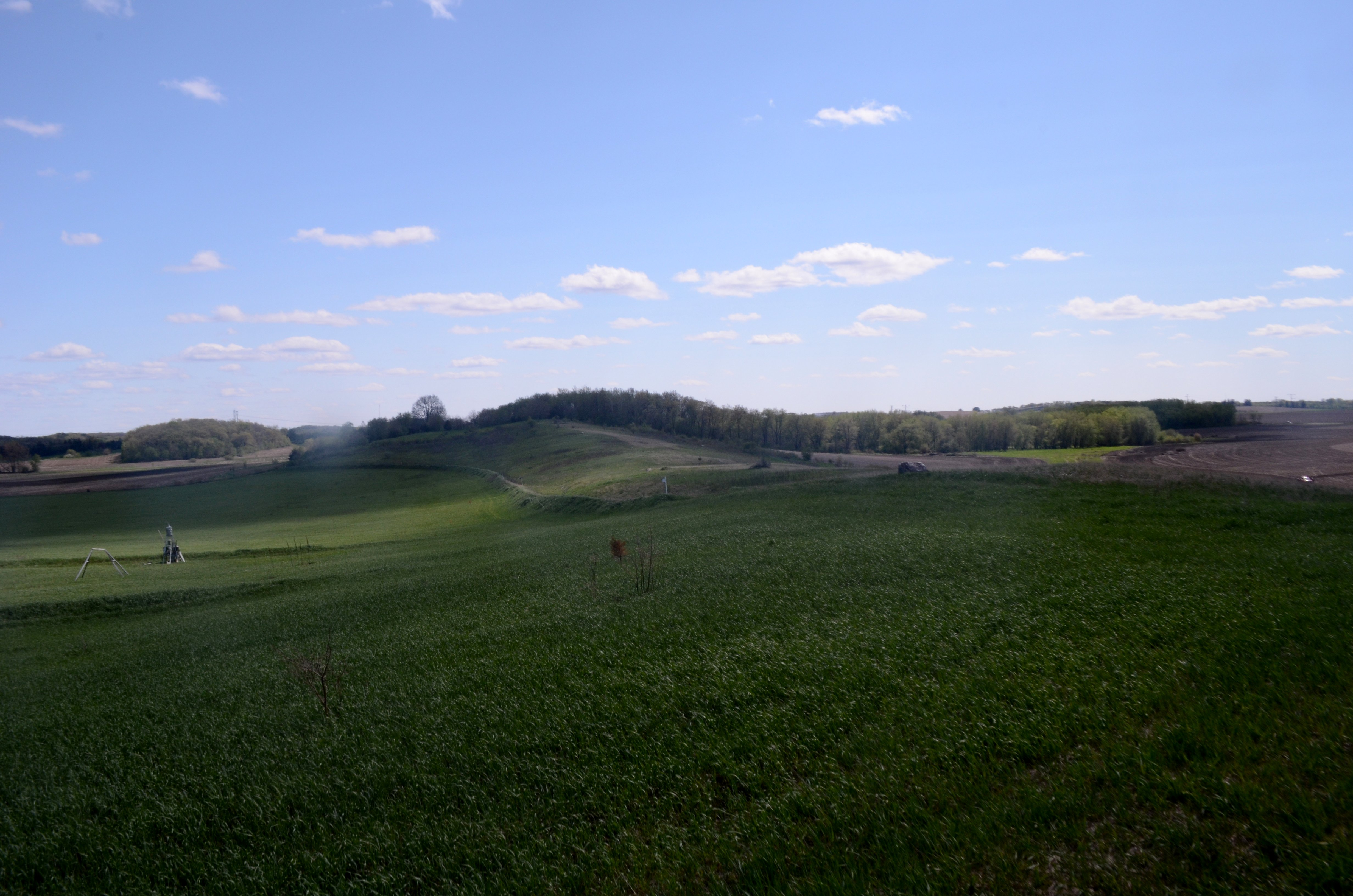
Krajobraz pola drumlinowego. Wisconsin, USA
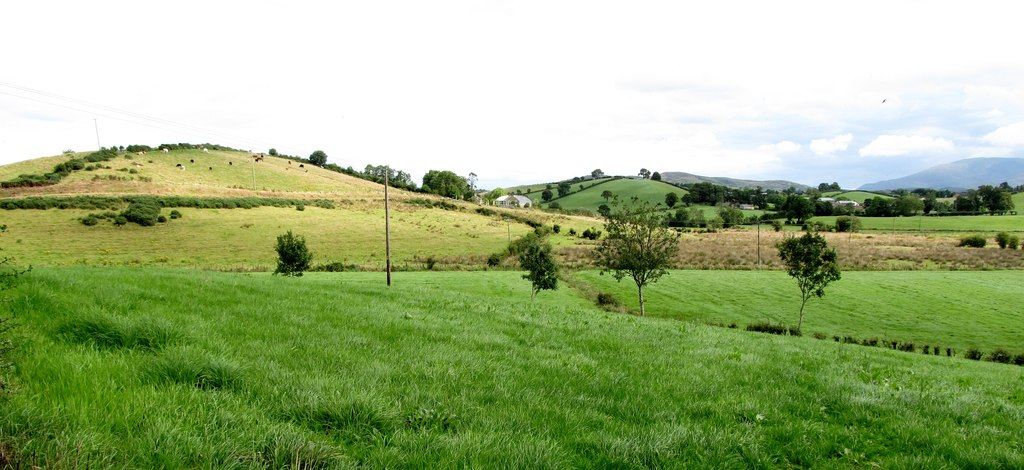
Krajobraz pola drumlinowego. Irlandia Północna
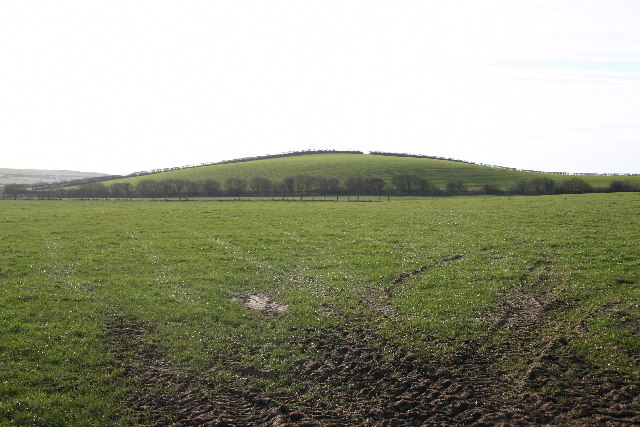
Drumlin. Cumberland, Wielka Brytania
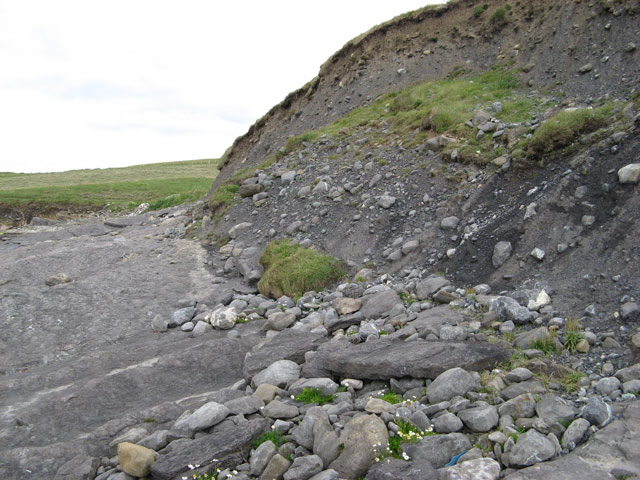
Odkrywka geologiczna w obrębie erodującego drumlinu. Irlandia
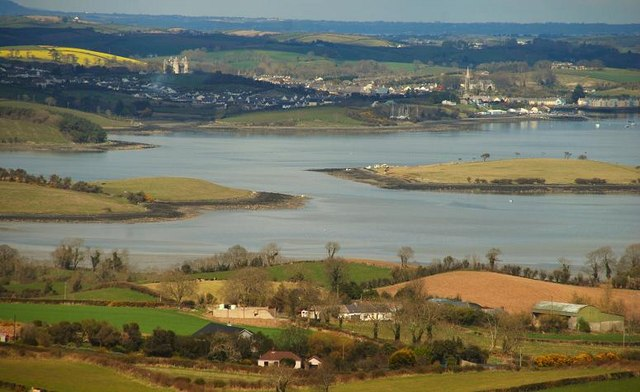
Zatopione drumliny. Irlandia Północna